# 海別岳
海別岳（うなべつだけ）は、北海道斜里町、羅臼町、標津町にまたがる知床半島の付け根に位置する第四紀火山である。標高は1419.3m。山体は3町にまたがる。
名称の由来はこの山を水源とする海別川からである。永田方正著『北海道蝦夷語地名解』によれば、海別はアイヌ語の「ウナペッ」（灰の川）に由来し、かつて海別川全体が火山灰で埋まったことがあったという。しかし下記の通り、この山が歴史時代に噴火した事実はない。小海別岳はかつて「ポンヌプリ」と呼ばれていた。

## 特徴
安山岩および玄武岩質の成層火山で、活動時期は90-50万年前。西側には小海別岳（902m）が聳えている。

## 登山
海別岳・小海別岳両方とも整備された登山道は無い。そのため、登頂には積雪期が一般的である。なだらかな斜面を有するのでスキー登山に向く。